# Adja-Ouèrè
Adja-Ouèrè är en kommun i departementet Plateau i Benin. Kommunen har en yta på 530 km2, och den hade 116 282 invånare år 2013.